# Grand Prix Pescary
Grand Prix Pescary byl automobilový závod konaný v Itálii. Původním názvem závodu bylo Coppa Acerbo, který nesl název podle Tita Acerba, což byl bratr fašistického představitele Giacoma Acerba. Po italské porážce ve druhé světové válce byl závod přejmenován na Grand Prix Pescary. Závod se konal v letech 1924 až 1961 pro různé automobilové kategorie. V roce 1957 byl závod konaný v rámci šampionátu Formule 1. Trať drží rekord jako nejdelší okruh v kalendáři Formule 1.

## Vítězové Grand Prix Pescary
Růžové pozadí znázorňuje závody, které nebyly součástí šampionátů Formule 1.

### Opakovaná vítězství (jezdci)
| Počet vítězství | Jezdec           | Roky             |
| --------------- | ---------------- | ---------------- |
| 3               | Giuseppe Campari | 1927, 1928, 1931 |
| 2               | Luigi Fagioli    | 1933, 1934       |
| 2               | Achille Varzi    | 1930, 1935       |
| 2               | Bernd Rosemeyer  | 1936, 1937       |
| 2               | Giovanni Bracco  | 1948, 1952       |

### Opakovaná vítězství (týmy)
| Počet vítězství | Konstruktér   | Roky                                                       |
| --------------- | ------------- | ---------------------------------------------------------- |
| 10              | Alfa Romeo    | 1924, 1925, 1927, 1928, 1931, 1932, 1933, 1939, 1949, 1950 |
| 4               | Ferrari       | 1951, 1952, 1953, 1961                                     |
| 3               | Auto Union    | 1935, 1936, 1937                                           |
| 3               | Maserati      | 1930, 1948, 1954                                           |
| 2               | Mercedes-Benz | 1934, 1938                                                 |

### Opakovaná vítězství (dodavatelé motorů)
| Počet vítězství | Dodavatel     | Roky                                                       |
| --------------- | ------------- | ---------------------------------------------------------- |
| 10              | Alfa Romeo    | 1924, 1925, 1927, 1929, 1931, 1932, 1933, 1939, 1949, 1950 |
| 4               | Ferrari       | 1951, 1952, 1953, 1961                                     |
| 3               | Auto Union    | 1935, 1936, 1937                                           |
| 3               | Maserati      | 1930, 1948, 1954                                           |
| 2               | Mercedes-Benz | 1934, 1938                                                 |

### Vítězové v jednotlivých letech
| Rok         | Jezdec                            | Třída                   | Vůz                    | Výsledky                     |
| ----------- | --------------------------------- | ----------------------- | ---------------------- | ---------------------------- |
| 1961        | Lorenzo Bandini Giorgio Scarlatti | Závody sportovních vozů | Ferrari 250 TRI        | 1961 4h Testa Rosa           |
| 1960        | Denny Hulme                       | Formule Junior          | Cooper T52 - BMC       | XXVI Gran Premio di Pescara  |
| 1958 – 1959 | Nejelo se                         | Nejelo se               | Nejelo se              | Nejelo se                    |
| 1957        | Stirling Moss                     | Formule 1               | Vanwall VW5            | XXV Circuito di Pescara      |
| 1956        | Robert Manzon                     | Závody sportovních vozů | Gordini T15S           | XXIV Gran Premio di Pescara  |
| 1955        | Nejelo se                         | Nejelo se               | Nejelo se              | Nejelo se                    |
| 1954        | Luigi Musso                       | Formule 1/Formule 2     | Maserati 250F          | XXIII Gran Premio di Pescara |
| 1953        | Umberto Maglioli Mike Hawthorn    | Závody sportovních vozů | Ferrari 375 MM         | 2° 12 Ore di Pescara         |
| 1952        | Giovanni Bracco Paolo Marzotto    | Závody sportovních vozů | Ferrari 250 S          | 1° 12 Ore di Pescara         |
| 1951        | José Froilán González             | Formule 1               | Ferrari 375            | XX Circuito di Pescara       |
| 1950        | Juan Manuel Fangio                | Formule 1               | Alfa Romeo 158         | XIX Circuito di Pescara      |
| 1949        | Franco Rol                        | Závody sportovních vozů | Alfa Romeo 6C 2500 SS  | XVIII Circuito di Pescara    |
| 1948        | Giovanni Bracco Alberto Ascari    | Závody sportovních vozů | Maserati A6GCS         | XVII Circuito di Pescara     |
| 1947        | Vincenzo Auricchio                | Závody sportovních vozů | Stanguellini-Fiat 1100 | XVI Circuito di Pescara      |
| 1940 – 1946 | Nejelo se                         | Nejelo se               | Nejelo se              | Nejelo se                    |
| 1939        | Clemente Biondetti                | Voiturette              | Alfa Romeo 158         | XV Coppa Acerbo              |
| 1938        | Rudolf Caracciola                 | Grand Prix              | Mercedes-Benz W 154    | XIV Coppa Acerbo             |
| 1937        | Bernd Rosemeyer                   | Grand Prix              | Auto Union C Typ.      | XIII Coppa Acerbo            |
| 1936        | Bernd Rosemeyer                   | Grand Prix              | Auto Union C Typ.      | XII Coppa Acerbo             |
| 1935        | Achille Varzi                     | Grand Prix              | Auto Union B Typ.      | XI Coppa Acerbo              |
| 1934        | Luigi Fagioli                     | Grand Prix              | Mercedes-Benz W25      | X Coppa Acerbo               |
| 1933        | Luigi Fagioli                     | Grand Prix              | Alfa Romeo Tipo-B 'P3' | IX Coppa Acerbo              |
| 1932        | Tazio Nuvolari                    | Grand Prix              | Alfa Romeo Tipo-B 'P3' | VIII Coppa Acerbo            |
| 1931        | Giuseppe Campari                  | Grand Prix              | Alfa Romeo Tipo A      | VII Coppa Acerbo             |
| 1930        | Achille Varzi                     | Grand Prix              | Maserati Maserati 26M  | VI Coppa Acerbo              |
| 1929        | Nejelo se                         | Nejelo se               | Nejelo se              | Nejelo se                    |
| 1928        | Giuseppe Campari                  | Grand Prix              | Alfa Romeo P2          | V Coppa Acerbo               |
| 1927        | Giuseppe Campari                  | Grand Prix              | Alfa Romeo P2          | IV Coppa Acerbo              |
| 1926        | Luigi Spinozzi                    | Grand Prix              | Bugatti T35            | III Coppa Acerbo             |
| 1925        | Guido Ginaldi                     | Grand Prix              | Alfa Romeo RL          | II Coppa Acerbo              |
| 1924        | Enzo Ferrari                      | Grand Prix              | Alfa Romeo RL          | I Coppa Acerbo               |